# Tapinoma melanocephalum
La boticaria u hormiga fantasma (Tapinoma melanocephalum) es una especie de la familia de los formícidos que se encuentra en regiones tropicales húmedas en todo el mundo. Posiblemente originaria de África, se encuentra en Florida, Puerto Rico, Cuba y otros lugares de América. 
Puede reconocerse por su cabeza parda obscura a negruzca en contraste con su abdomen y patas claras y traslúcidas. Mide 1,5 mm de longitud.
Se alimenta principalmente de néctar y otras sustancias dulces, además de grasas y ocasionalmente de insectos vivos o muertos. Devora huevos de artrópodos, por lo que contribuye a reducir el número de zancudos Aedes aegypti transmisores de la fiebre amarilla y el dengue, de "pitos" Rhodnius prolixus transmisores de la enfermedad de Chagas y del ácaro Tetranychus urticae. Necesita mucho de la humedad, por lo que durante las épocas de sequía se establecen en las casas.  
Forman filas para tomar la comida y llevarla al hormiguero donde viven varias reinas y miles de obreras. Nuevas colonias pueden ser formadas cuando una reina y algunas obreras emigran lejos.

## Control

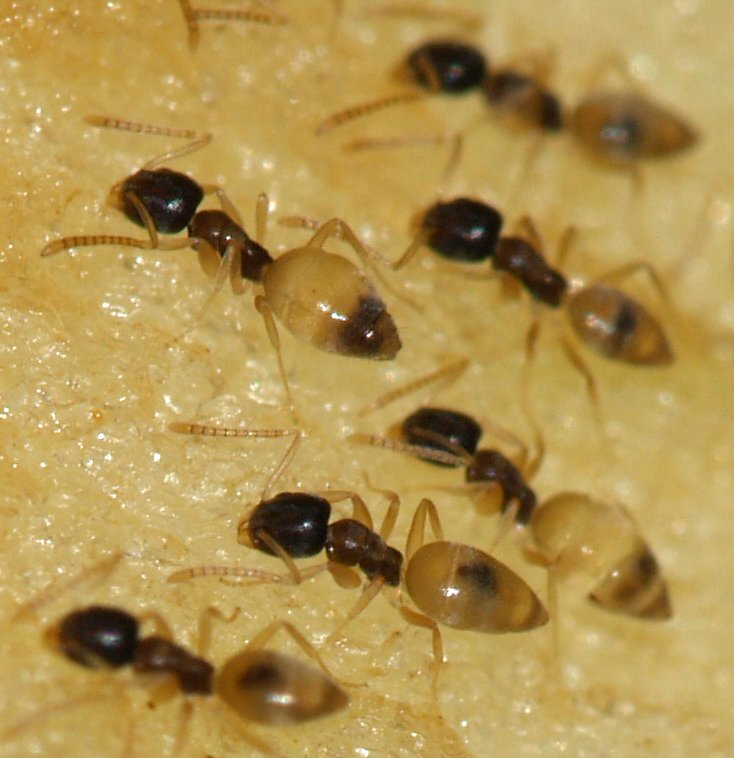
Obreras sobre una fruta.

En 1996 en un experimento de laboratorio se empleó solución al 1%  de ácido bórico en sacarosa. A los tres días el número de hormigas se redujo en 97% y para el octavo día no quedaba ninguna. Por el contrario, con el hydramethylon, un ingrediente activo en cebos listos para utilizar, no fue eliminada ninguna colonia de la hormiga fantasma.

## Especie invasora en España
Debido a su potencial colonizador y constituir una amenaza grave para las especies autóctonas, los hábitats o los ecosistemas, esta especie ha sido incluida en el Catálogo Español de Especies exóticas Invasoras, aprobado por Real Decreto 630/2013, de 2 de agosto.